# Vauriella
Vauriella es un género de aves paseriformes perteneciente a la familia Muscicapidae. Sus miembros anteriormente se clasificaban en el género Rhinomyias. Los papamoscas de este género se localizan únicamente en las islas de Filipinas y Borneo.

## Especies
El género contiene las siguientes cuatro especies:
- Vauriella gularis (Sharpe, 1888)  — papamoscas embridado;
- Vauriella albigularis (Bourns y Worcester, 1894) — papamoscas de Negros;
- Vauriella insignis (Ogilvie-Grant, 1895) — papamoscas de Luzón;
- Vauriella goodfellowi (Ogilvie-Grant, 1905) — papamoscas de Mindanao.